# Лупара (зброя)

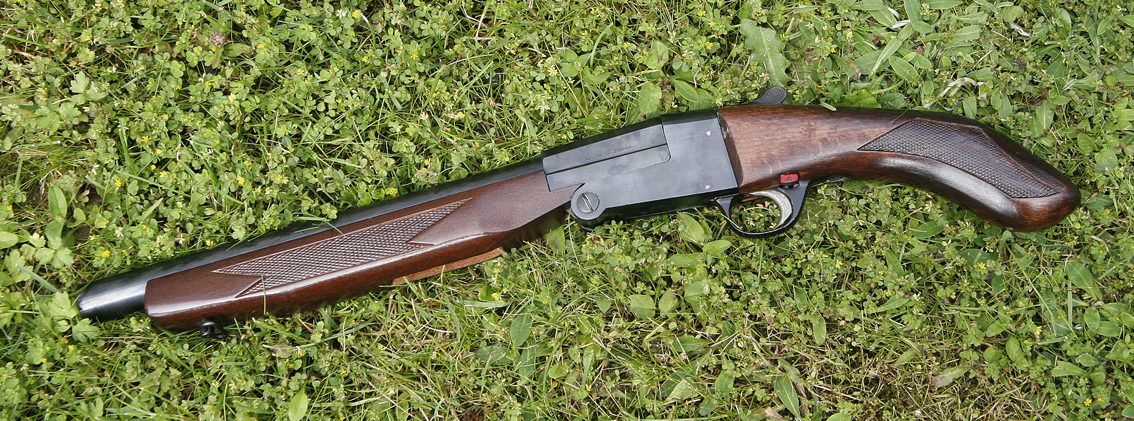
Лупара з одноствольної бескуркової рушниці (нетиповий варіант)

Лупара  — неповний обріз мисливської рушниці, при виготовленні якого обрізають блок стволів, але іноді зберігається приклад. Використовувалася сіцілійськими пастухами для захисту стада від вовків, звідки і пішла назва зброї (італ. lupo, сицил. lupu — «вовк»). Потім вона стала поширеною зброєю сицилійської мафії.

## Історія лупари
Концептуально лупара є спадкоємцем кременевих мушкетів або тромблонів (коротких рушниць, що мали калібр 22-35 мм при довжині ствола 25-40 см), які часто використовували для стрільби картеччю.
Класичною лупарою прийнято вважати обріз гладкоствольної рушниці 12 або 16 калібру, з горизонтальним розташуванням стволів і відкритими курками. Довжина стволів звичайно 30-40 см. Дуже рідко зустрічаються зразки, зроблені з рушниць 10, 8 або навіть 4 калібру. Такі обрізи схожі на старовинний мушкетон і мають велику потужність і віддач.
Для стрільби частіше використовують картеч або великий дріб, рідше застосовують рубаний сталевий дріт (цвяхи) або різні кулі. Найчастіше у сицилійської мафії тип снаряду визначався виною, людини яку карали. Наприклад, снаряд з рубаних цвяхів застосовувався за порушення омерти.

## Ефективність лупари
Як і будь-яка гладкоствольна рушниця великого калібру, лупара є потужною зброєю, і при стрільбі картеччю, на малих дистанціях, перевершує за уражаючим здатностям автоматичну зброю, наприклад, пістолет-кулемет. Така ефективність досягається за рахунок миттєвого ураження значної площі снопом картечі, що дозволяє не тільки нехтувати точністю прицілювання, а й знищити кілька цілей одним пострілом. На коротких дистанціях лупара має досить велику убивчу силу. Навіть бронежилет не можна вважати достатньо ефективним засобом захисту, так як кінетична енергія снопа картечі або кулі такого калібру настільки висока, що навіть будучи нездатними пробити бронежилет, вони завдають небезпечний контузійний удар.

## Технічні особливості
Дальність стрільби з лупари зазвичай не перевищує 15-20 метрів (при використанні пластикових контейнерів для дробу або стрільбі кулею дальність значно вище, до 30 і більше метрів). Для досягнення найкращих показників стрільби при спорядженні патронів лупари використовують найрізкіший порох, який використовують для гладкоствольних рушниць. Своєрідність технології спорядження патронів для лупари пояснюється дуже малим (майже мортирним) співвідношенням калібру до довжини ствола, що викликає складність забезпечення повного згоряння пороху до того моменту, як снаряд покине ствол. Оптимальну навіску пороху підбирають, поступово збільшуючи заряд при незмінній вазі снаряда. Обов'язково необхідно використання потужних капсулів, типу «Жевело». Слід розуміти, що горіння пороху в стволі лупари відбувається в змінному (і значному) обсязі, при цьому снаряд рухається гладким стволом майже вільно (на відміну від нарізної зброї). На цьому заснована думка, що стволи, які мають чок — дулове звуження, більш зручні для лупари, так як такі стволи забезпечують більший опір руху снаряда в стволі, полегшуючи повне згоряння пороху. Однак при цьому може виникати надмірно висока купчастість осипу, що не завжди корисно.
У будь-якому випадку не можна заперечувати, що якісне, строго індивідуальне спорядження патронів, що забезпечують високий «тиск форсування», для лупари має велике значення. Купчастість і дальність стрільби різними патронами з одного і того ж ствола може відрізнятися в рази.
Іноді, для досягнення оптимального бою, поверх капсуля насипають трохи чорного (димного) пороху. Це призводить до різкого збільшення «тиску форсування» і тому дозування потребує максимальної обережності. Існує класична старовинна практика спорядження лупари одним лише чорним (димним) порохом. Такі патрони дають стабільний, надійний бій, але їх використанню притаманні всі недоліки чорного пороху, і навряд чи їх використання можна рекомендувати.

## Недоліки лупари
Класична лупара не є автоматичною зброєю і вимагає ручної перезарядки. Це істотно знижує її ефективність. Однак поява автоматичного пристрою, що полегшує екстракцію гільз (ежектора) в сучасних рушницях частково вирішує цю проблему. Короткі самозарядні і автоматичні дробовики зовсім позбавлені цього недоліку.
Лупара має невисоку дальність стрільби, особливо при використанні дробу. Лупара (особливо великих калібрів) безумовно може мати дуже значну віддачу, що пояснюється високою масою снаряда.

## Сучасні перспективи
Зустрічаються досвідчені мисливці, які використовують короткий дробовик 12 калібру (аналогічний лупарі з прикладом), що має нарізну вставку в одному зі стволів і оптичний приціл. Помічено, що така схема є дуже практичною. Описана схема дуже схожа на розробку «зброї виживання» ТП-82, якою забезпечувалися радянські космонавти на випадок нештатної посадки у віддаленій місцевості. Такий авторитетний вибір ще раз підтверджує вірність описуваної схеми як зброї виживання.
Більш сучасним варіантом лупари можна вважати укорочені самозарядні і помпові рушниці (англ. sawed-off shotgun), які дозволяють досягти значної швидкості стрільби, проте такі пристрої дорожче і менш надійні, крім того, вони мають більшу вагу. Незважаючи на це, провідні світові виробники зброї ведуть інтенсивні розробки в напрямку розвитку такої зброї. Незважаючи на консерватизм і архаїчність, класична лупара все ж поки залишається популярною зброєю самозахисту. Поєднання ефективності, надійності і простоти роблять цю зброю завжди актуальною.